# Ammophila mitlaensis
Ammophila mitlaensis là một loài côn trùng cánh màng trong họ Sphecidae, thuộc chi Ammophila. Loài này được Alfieri miêu tả khoa học đầu tiên năm 1961.